# تومي بيرن
تومي بيرن (بالإنجليزية: Tommy Byrne)‏ (و. 1958  م) هو سائق فورمولا 1، وسائق سيارة سباق، وكاتب أيرلندي.